# Van Vollenhoven

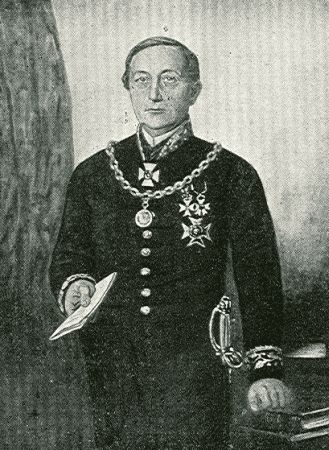
Joost van Vollenhoven (1814-1889)

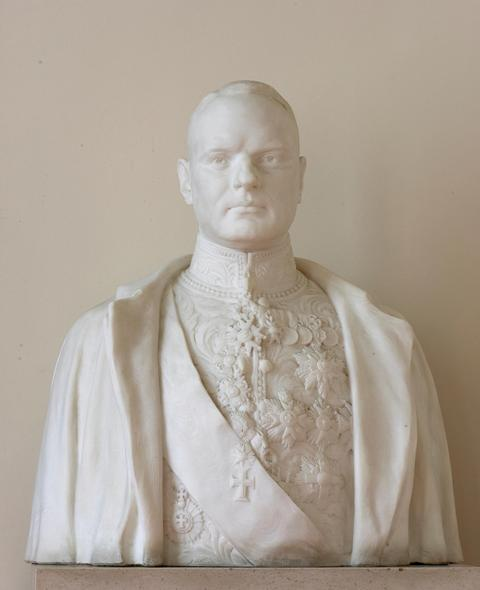
Maurits van Vollenhoven (1882-1976)

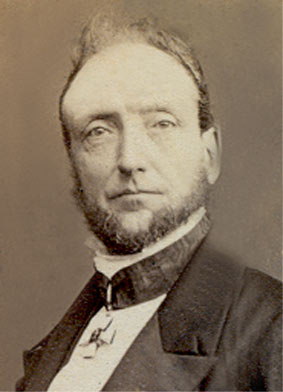
Jan Messchert van Vollenhoven (1812-1881)

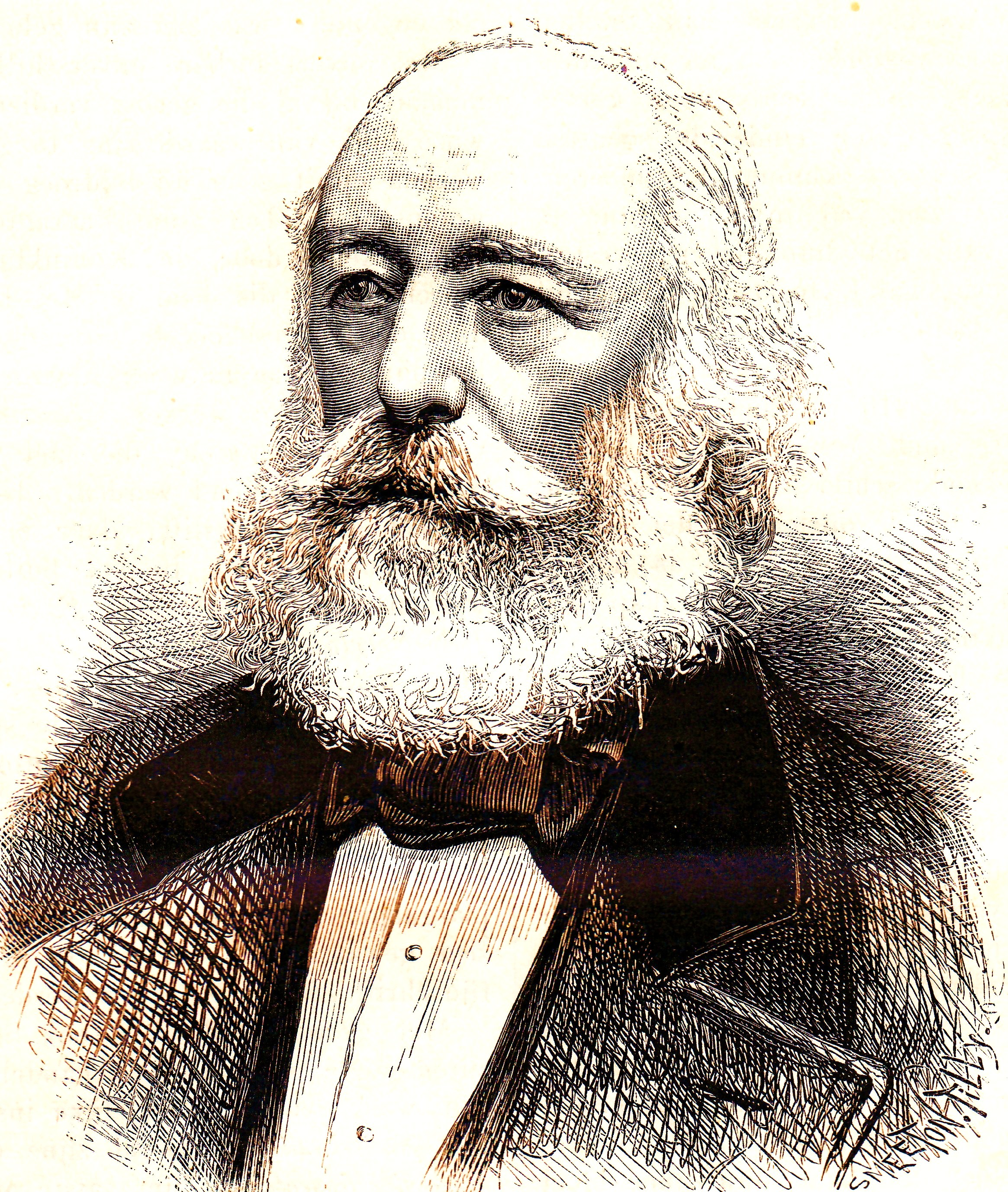
Dr. S.C. Snellen van Vollenhoven (1816-1880)

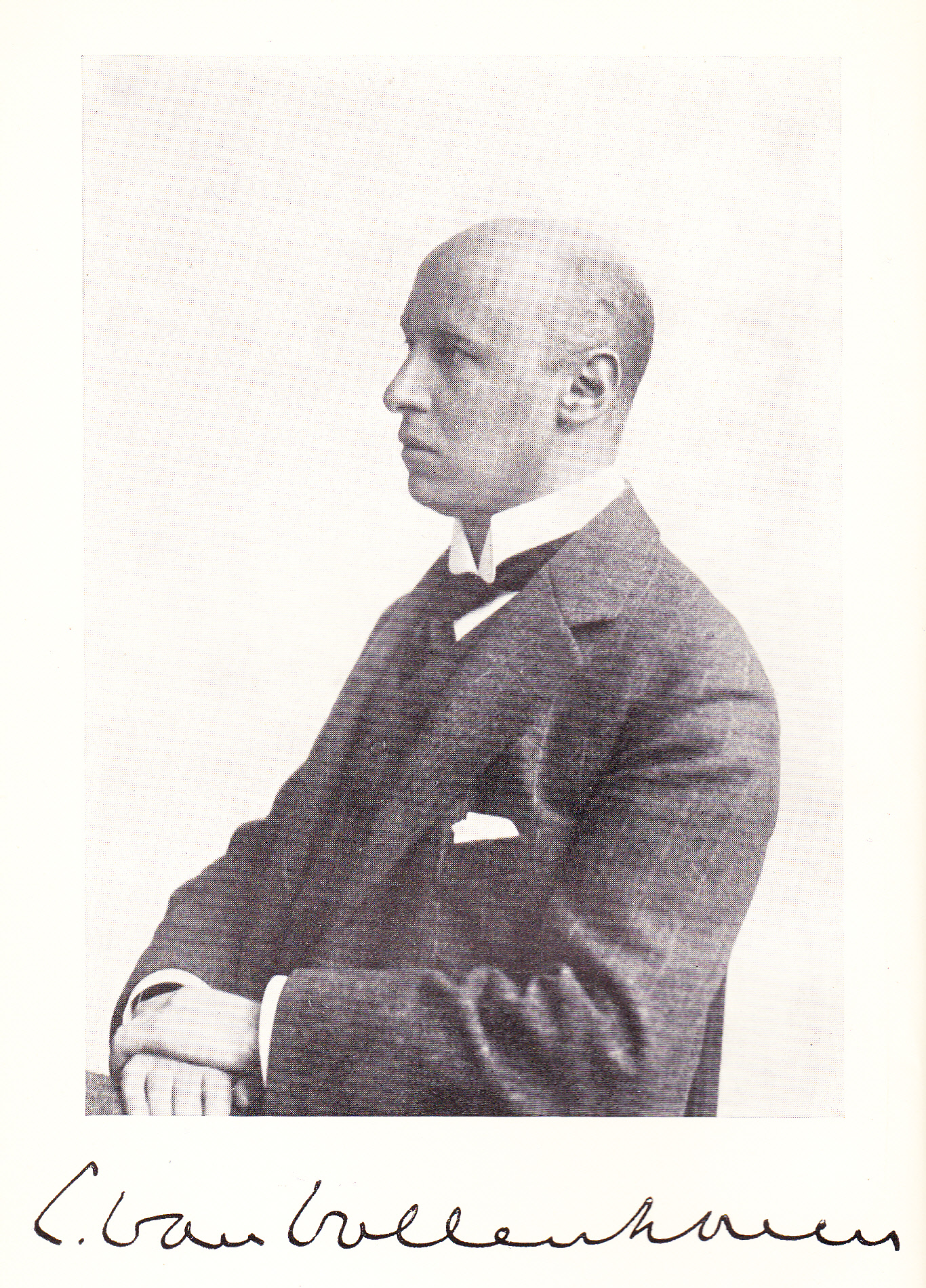
Prof. mr. Cornelis van Vollenhoven (1874-1933)

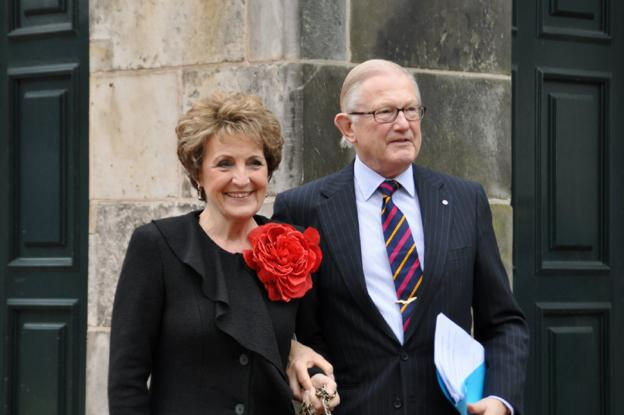
Mr. Pieter van Vollenhoven en prinses Margriet

Van Vollenhoven (ook: Van Lippe-Biesterfeld van Vollenhoven, Van der Poorten van Vollenhoven, Messchert van Vollenhoven, Snellen van Vollenhoven en Van der Wallen van Vollenhoven) is een Nederlands patriciërsgeslacht. 

## Geschiedenis
De bewezen stamreeks begint met Wolfert Lubbertsz., een schipper die te Schiedam vermeld wordt tussen 1578 en 1622 en in die laatste plaats in 1623 werd begraven. Zijn zoon Lubbert Wolfertsz. (1578-1663), ook een schipper, nam als eerste de naam Van Vollenhoven aan. Vanaf de 17e eeuw bekleedden leden van het geslacht bestuursfuncties. Vanaf het einde van die eeuw vestigden leden van het geslacht zich in Rotterdam waar het kooplieden en bestuurders leverde. Bekendste telg werd in de 20e eeuw mr. Pieter van Vollenhoven die trouwde met Margriet prinses der Nederlanden.
Het geslacht werd in 1926 en 1967 opgenomen in het Nederland's Patriciaat.

## Enkele telgen

### Oudste tak
Mr. Joost van Vollenhoven (1754-1823), raad, vrederechter, weesmeester en wethouder van Rotterdam
- Joan van Vollenhoven (1784-1843), koopman te Rotterdam
  - Joost van Vollenhoven (1814-1889), burgemeester van Rotterdam van 1866 tot 1881
    - Joan van Vollenhoven (1843-1925), koopman
      - Joost van Vollenhoven (1873-1950), hoofdambtenaar Hollandse Stoomboot Mij.
        - Prof. ir. Joan van Vollenhoven (1919-2000), hoogleraar werktuigkunde Technische Hogeschool te Eindhoven

    - Jacob Johannes van Vollenhoven (1852-1925), wijnkoper te Rotterdam, later te Algiers
      - Joost van Vollenhoven (1877-1918), Frans gouverneur
- Cornelis van Vollenhoven (1788-1854), ontvanger van het Enregistrement der Domeinen
  - Joost van Vollenhoven (1818-1884), koopman in steenkolen; trouwde in 1862 met Henriette Christine van Maanen (1833-1927), lid van de familie Van Maanen

### Jongste tak
Comelis van Vollenhoven (1690-1768), koopman in vlas te Rotterdam
- Anthony van Vollenhoven (1714-1786), olieslager te Rotterdam
  - Jan Messchert van Vollenhoven (1748-1814), bierbrouwer in De Gekroonde Valk, letterkundige
    - Antoni Jan van Vollenhoven (1784-1826), bierbrouwer in De Gekroonde Valk, lid van Provinciale Staten van Holland
      - Willem Cornelis van Vollenhoven (1808-1874), eerste luitenant, bierbrouwer, initiatiefnemer Zeemanshuis
        - Maurits van Vollenhoven (1860-1885), bierbrouwer in De Gekroonde Valk
          - Maurits van Vollenhoven, heer van Cleverskerke (1882-1976), diplomaat; trouwde in 1921 met Maria Christina Alfonsa Francisca de Asis Sebastiana Isabel de Borbón y Madan, prinses de Bourbon (1886-1985)

        - Anna van Vollenhoven (1862-1924); trouwde in 1883 met mr. Josua Marius Willem van der Poorten Schwartz (1858-1915), letterkundige onder de naam Maarten Maartens

      - Sophia Elisabeth van Vollenhoven (1811-1886); trouwde in 1841 met dr. Wilhem de Haan (1801-1855), conservator van het Rijksmuseum van Natuurlijke Historie te Leiden
      - Mr. Jan Messchert van Vollenhoven (1812-1881), gemeenteraadslid, wethouder en burgemeester van Amsterdam, lid van Provinciale Staten van Noord-Holland, lid Eerste en Tweede Kamer
- Jan van Vollenhoven (1723-1770), koopman en touwslager te Rotterdam
  - Cornelis van Vollenhoven (1753-1835), raad, vroedschap, rekenmeester, burgemeester en wethouder van Rotterdam
    - Jan van Vollenhoven (1774-1845), houtkoper, lid municipale raad van Rotterdam
      - Adriaan van Vollenhoven (1801-1878), houtkoper
        - Jan van Vollenhoven (1837-1879), houtkoper
          - Maria Rudolphina van Vollenhoven (1872-1945), letterkundige

        - Mari Rudolf Pieter van Vollenhoven (1839-1910), houtkoper
          - Joost van Vollenhoven (1866-1923), lid van de Tweede Kamer en zakenman

        - Jacobus van Vollenhoven (1855-1936), theehandelaar
          - Dr. Adriaan van Vollenhoven (1884-?), letterkundige; trouwde in 1910 met Petronella Helena van Lokhorst (1886-?), letterkundige

    - Cornelis van Vollenhoven (1784-1844), koopman te Rotterdam
      - Mr. Cornelis van Vollenhoven (1809-1896), burgemeester en secretaris van Moordrecht

  - François van Vollenhoven (1756-1842), olieslager en zeepfabrikant, raad, vroedschap en wethouder van Rotterdam
    - Jan Snellen van Vollenhoven (1785-1820), koopman
      - Dr. Samuel Constantinus Snellen van Vollenhoven (1816-1880), entomoloog

    - François van Vollenhoven (1786-1841), lid gemeenteraad en vicepresident van de Kamer van Koophandel van Rotterdam, lid van Provinciale Staten van Zuid-Holland
      - François van Vollenhoven (1809-1897), lid gemeenteraad en wethouder van Rotterdam

    - Jacob van Vollenhoven (1788-1855), olieslager en zeepfabrikant, kantonrechter te Rotterdam
      - François van Vollenhoven (1820-1905)
        - Hendrik Willem van Vollenhoven (1858-1931) 
          - François van Vollenhoven (1890-1953)
            - Frits Willem van Vollenhoven (1923-2003), ingenieur bij Shell te Den Haag
              - Prof. dr. Ronald Frits van Vollenhoven (1960), hoogleraar en hoofd reumatologie van het Amsterdam UMC, ontvanger Jan van Breemen-penning.

      - Mr. Willem Jan van Vollenhoven (1822-1886), president arrondissementsrechtbank te Dordrecht
        - Prof. mr. Cornelis van Vollenhoven (1874-1933), hoogleraar te Leiden

      - Pieter van Vollenhoven (1828-1896), wijnkoper
        - Willem Jan van Vollenhoven (1862-1926), graanfactor en zeilmaker te Schiedam en Rotterdam, sportbestuurder
          - Pieter van Vollenhoven (1897-1977), zeilmaker
            - Prof. mr. Pieter van Vollenhoven (1939); trouwde in 1967 met Margriet Francisca prinses der Nederlanden, prinses van Oranje-Nassau, prinses van Lippe-Biesterfeld (1943)
              - Maurits van Oranje-Nassau, Van Vollenhoven (1968); diens kinderen verkregen de geslachtsnaam Van Lippe-Biesterfeld van Vollenhoven
              - Bernhard van Oranje-Nassau, Van Vollenhoven (1969)
              - Pieter-Christiaan van Oranje-Nassau, Van Vollenhoven (1972)
              - Floris van Oranje-Nassau, Van Vollenhoven (1975)

Geslachten die opgenomen zijn in het sinds 1910 verschijnende genealogische naslagwerk Nederland's Patriciaat. Lijst volgens opgave van het CBG Centrum voor familiegeschiedenis.
A · B · C · D · E · F · G · H · I · J · K · L · M · N · O · P · Q · R · S · T · U · V · W · Y · Z